# Gabbiane
Gabbiane è una frazione del comune di Monticelli Pavese, di cui costituisce un’exclave posta ad oriente lungo le anse del fiume Po.

## Storia
La riva di Gabbiane costituiva nel medioevo una frazione di Calendasco prima che il fiume Po deviasse il suo corso spostandosi a sud, tagliando il territorio comunale e lasciando Gabbiane sulla sponda lombarda. Fu Napoleone nel 1798 a modernizzare i confini, anche se fu solo nel  1816 tuttavia che venne creato il comune di Monticelli ad opera del governo austriaco.